# 陈继续
陈继续（1934年—2020年7月21日），河北省阜平县人，中国小提琴演奏家、教育家，天津音乐学院原副院长。

## 生平
1934年生于河北省阜平县崔家沟。10岁时跟随八路军离开家乡，加入群众剧社。1954年公派至匈牙利留学。1962年毕业于李斯特音乐学院。受缪天瑞等邀请，在刚成立不久的天津音乐学院任教。1980年破格晋升副教授，后又任天津音乐学院副院长、党委常委。1989年后不再担任领导职务。
2020年7月21日逝世。